# Amdo, Nagqu
Amdo (chữ Tạng: ཨ་མདོ་རྫོང་; Wylie: a mdo rdzong; ZWPY: Amdo Zong, giản thể: 安多县; phồn thể: 安多縣; Hán-Việt: An Đa huyện; bính âm: Ānduō Xiàn) là một huyện thuộc địa khu Nagqu (Na Khúc), Khu tự trị Tây Tạng, Trung Quốc. Huyện Amdo nằm ở thượng du của sông Salween (Nộ Giang). "Amdo" trong tiếng Tạng nghĩa là "phần cuối cùng". Năm 1960, huyện Amdo được thành lập trên cơ sở lãnh thổ của 8 bộ lạc Amdo. Chính quyền huyện đặt tại trấn Phách Na.
Năm 2012, sau khi điều chỉnh địa giới hành chính, tổng diện tích của huyện Amdo là 43.410,85 km², chưa kể 47.502,45 km² ở phía bắc dãy núi Tanggula thuộc tỉnh Thanh Hải song do khu tự trị Tây Tạng quản lý trên thực tế. Huyện Amdo có khí hậu cao nguyên á hàn đới bán ẩm gió mùa, mỗi năm có trung bình 2.847 giờ nắng, lượng mưa hàng năm là 411 mm. Amdo là huyện thuần mục nghiệp, là một trong những nơi sản xuất gia súc tại Tây Tạng.
Năm 2011, huyện Amdo được chia thành 4 trấn và 9 hương:
- trấn Trát Nhân (扎仁镇)
- trấn Nhạn Thạch Bình (雁石坪镇)
- trấn Cường Mã (强玛镇)
- trấn Phách Na (帕那镇)
- hương Thố Mã (措玛乡)
- hương Than Đôi (滩堆乡)
- hương Trát Khúc (扎曲乡)
- hương Cương Ni (岗尼乡)
- hương Mã Khúc (玛曲乡)
- hương Sắc Vụ (色务乡)
- hương Mã Vinh (玛荣乡)
- hương Đa Mã (多玛乡)
- hương Bang Mạch (帮麦乡)